# ارين ديفيس
ارين ديفيس (30 يونيو 1943 في الولايات المتحدة - ) (بالإنجليزية: Warren Davis)‏ هو لاعب كرة سلة أمريكي في مركزي الوسط وهجوم قوي الجسم. لعب مع يوتاه ستارز.

## وصلات خارجية
- ارين ديفيس على موقع سبورتس رفرنس (الإنجليزية)
- ارين ديفيس على موقع ريلجم (الإنجليزية)
- ارين ديفيس على موقع بروبوليرز (الإنجليزية)